# Grande Prêmio da França de 1980
Resultados do Grande Prêmio da França de Fórmula 1 realizado em Paul Ricard em 29 de junho de 1980. Sétima etapa do campeonato, foi vencido pelo australiano Alan Jones, da Williams-Ford, que subiu ao pódio ladeado por Didier Pironi e Jacques Laffite, pilotos da Ligier-Ford.

## Resumo

### Entre Pirro e Cadmus
Mesmo com Jean-Marie Balestre e Bernie Ecclestone ainda às turras por conta do Grande Prêmio da Espanha, um "armistício" entre FISA e FOCA garantiu a realização da etapa francesa ao cabo de uma reunião iniciada em Londres ao meio-dia de 24 de junho ao som de vitupérios e recriminações mútuas e finalizada na madrugada seguinte. Em meio ao caos, entretanto, os patrocinadores falaram em uníssono "contra a realização de um campeonato mundial sem o reconhecimento da FISA", algo que influenciou o rumo das negociações entre os grupos litigantes (de um lado Bernie Ecclestone, Colin Chapman, Frank Williams e Ken Tyrrell arguindo pela FOCA enquanto Marco Piccinini, Gérard Larrousse e Franco Corbari representavam a tríade de equipes "legalistas"ː Ferrari,  Renault e Alfa Romeo) embora Balestre tenha ameaçado com as multas e sanções de praxe.
Nos bastidores da reunião comentava-se que Jean-Marie Balestre não pretendia manchar o Grande Prêmio da França com outra Vitória de Pirro como a do Grande Prêmio da Espanha onde a quase totalidade das equipes ignorou a autoridade da FISA (algo inútil sem ninguém disposto a reconhecê-la), nem Bernie Ecclestone desejava enodoar o Grande Prêmio da Grã-Bretanha com uma Vitória Cadmeana dispensando mais uma vez as regras que garantem credibilidade, estabilidade e aporte financeiro à Fórmula 1 impedindo a extinção da mesma, motivo pelo qual assegurou-se a imediata realização do Grande Prêmio da França, ao fim do qual será iniciada uma nova rodada de negociações visando a continuidade da temporada de 1980 e a fixação das regras para os anos vindouros.
Diante do armistício londrino, Jean-Marie Balestre estava de bom humor ao falar com os jornalistasː "Venceu o bom senso assegurando assim a continuidade do campeonato mundial que atrai tantos investimentos técnicos, materiais, financeiros e esportivos".

### Franceses dominam o treino
Embora o tempo estivesse carregado entre os cartolas, o retorno da Fórmula 1 a Paul Ricard foi marcado por outra intempérieː o Mistral, vento incidente sobre o Mar Mediterrâneo e cuja força afetou alguns pilotos no treino de sexta-feira, exceto pela tríade francesa que capturou as melhores posições no grid, dos quais Jacques Laffite foi o único a correr abaixo de um e trinta e nove em sua Ligier com René Arnoux vindo a seguir com a Renault e logo atrás estava Didier Pironi na outra Ligier. Satisfeito com o desempenho do carro, Laffite temia apenas um adversário, os turbocomprimidos da Renault, que no Grande Prêmio da França de 1979 venceram com Jean-Pierre Jabouille tendo René Arnoux em terceiro após um duelo com a Ferrari de Gilles Villeneuve. "Esses carros, quando não quebram, são terríveis. Mas, de qualquer forma, eu me sinto bem seguro. Será difícil alguém conseguir superar meu Ligier".
Quatorze competidores melhoraram o seu desempenho no sábado, mas apenas cinco subiram de posição. conservando os lugares de Laffite, Arnoux e Pironi com as Williams de Alan Jones e Carlos Reutemann vindo a seguir a Renault de Jean-Pierre Jabouille em sexto lugar enquanto Alain Prost colocou sua McLaren em sétimo logo adiante da Brabham de Nelson Piquet, cujo desempenho no treino põe em risco sua condição de líder do campeonato mundial. Em meio às refregas típicas de uma competição merece registro o décimo primeiro lugar de Marc Surer em seu retorno às pistas desde seu acidente nos treinos para o Grande Prêmio da África do Sul, a partir de quando a ATS correu apenas com Jan Lammers, este realocado na Ensign no lugar de Patrick Gaillard. Ao final do treino, Jacques Laffite confirmou a sexta pole position de sua carreira (a primeira desde o Grande Prêmio da Bélgica de 1979) enquanto a Shadow despediu-se da Fórmula 1 sem classificar nenhum carro para disputar o Grande Prêmio da França.

### Vitória e desagravo de Jones
Aproveitando sua condição excelsa, Laffite manteve a liderança após a largada com certa tranquilidade, mas atrás dele desenrolava-se uma batalha pelo segundo lugar, inicialmente nas mãos de Pironi numa dobradinha com a Ligier, sendo que os carros de Guy Ligier eram seguidos pela Renault de René Arnoux e esta pelas Williams de Alan Jones e Carlos Reutemann com Nelson Piquet ascendendo ao sexto lugar com a Brabham. O pelotão de largada sofreu alterações logo nos 300 metros iniciais de prova quando a Renault de Jean-Pierre Jabouille e a Brabham de Ricardo Zunino pararam por falhas mecânicas enquanto René Arnoux ficou circunstancialmente em segundo lugar ao colocar-se entre as duas máquinas da Ligier, mas a queda de rendimento da sua Renault restaurou o dueto da equipe de Vichy com Alan Jones em terceiro logo nas voltas iniciais.
O infortúnio da Renault foi o prenúncio de um domingo ruim para os cerca de 80 mil torcedores presentes o circuito, pois a melhor aerodinâmica da Williams caiu como uma luva nos quase 2 km da Mistral, a principal reta de Paul Ricard, e assim o australiano chegou à vice-liderança no oitavo giro enquanto Pironi mantinha certa vantagem sobre Arnoux, mas este foi ultrapassado por Piquet devido a uma falha crônica no acelerador da Renault enquanto Laffite liderava com oito segundos de vantagem sobre o resto do pelotão.
Modorrenta no tocante aos primeiros lugares, a corrida ganhou certa emoção graças ao embate entre René Arnoux e Carlos Reutemann pelo quinto lugar. Acossado pelo argentino, Arnoux mostrava-se vulnerável ao passar pelo miolo do circuito, mas a potência residual do motor da Renault salvaguardava a posição de Arnoux quando ambos chegavam nas curvas de Paul Ricard e seguiam correndo até o reinício da perseguição. Mais adiante a ocorrência de um efeito solo excessivo sobre a Ligier de Jacques Laffite (na verdade um modelo reserva preparado às pressas devido a um vazamento de combustível no carro titular) o fez perder a liderança para Alan Jones na volta 35 e o segundo lugar para Didier Pironi sete giros mais tarde. Reposicionado em terceiro, Jacques Laffite foi beneficiado pelo rendimento mediano da Brabham de Nelson Piquet, razão pela qual a tétrade em questão manteve suas posições até o fim da prova, o mesmo acontecendo com René Arnoux e Carlos Reutemann que fecharam a zona de pontuação.
Tão logo cruzou a linha de chegada, Alan Jones celebrou sua vitória de maneira pouco usual para a época, afinal em sua volta da vitória o piloto desacelerou em busca de uma bandeira australiana para assinalar seu triunfo às vistas de todos, entretanto conformou-se em saudar o público empunhando a bandeira do Reino Unido como desagravo à vitória que subtraíram-lhe ao anular o Grande Prêmio da Espanha de 1980, desforro este endereçado ao mercurial Jean-Marie Balestre, presidente da FISA, assim como atingia os cartolas que subscreveram as ordens do cartola francês. "Fiz uma volta de honra com a Union Jack fora do carro - não consegui encontrar uma bandeira australiana, então pensei que a inglesa iria perturbá-los ainda mais", disse Jones. "Eu não subiria ao pódio enquanto ele (Balestre) estivesse lá - e ele teve que sair do pódio por causa da TV, eles não podiam fazer bagunça. Então, isso mostra que o que vai, volta", concluiu o piloto ao rememorar o episódio anos mais tarde.
Enquanto ouvia o hino australiano durante a cerimônia de premiação, Alan Jones celebrava a liderança do mundial de pilotos com 28 pontos num pódio formado também por Didier Pironi e Jacques Laffite. Não por acaso a Williams ponteava entre os construtores com 44 pontos enquanto a Ligier marcava 39 pontos, mas o vice-líder entre os pilotos era Nelson Piquet, cujo quarto lugar na etapa francesa elevou seu escore para 25 pontos, marca idêntica a da Brabham entre as equipes.

## Classificação

### Treinos
| Pos.    | Nº | Piloto                | Construtor      | Tempo   | Dif.   |
| ------- | -- | --------------------- | --------------- | ------- | ------ |
| 1       | 26 | Jacques Laffite       | Ligier-Ford     | 1:38.88 | -      |
| 2       | 16 | René Arnoux           | Renault         | 1:39.49 | + 0.61 |
| 3       | 25 | Didier Pironi         | Ligier-Ford     | 1:39.49 | + 0.61 |
| 4       | 27 | Alan Jones            | Williams-Ford   | 1:39.50 | + 0.62 |
| 5       | 28 | Carlos Reutemann      | Williams-Ford   | 1:39.60 | + 0.78 |
| 6       | 15 | Jean-Pierre Jabouille | Renault         | 1:40.18 | + 1.30 |
| 7       | 8  | Alain Prost           | McLaren-Ford    | 1:40.63 | + 1.75 |
| 8       | 5  | Nelson Piquet         | Brabham-Ford    | 1:40.67 | + 1.79 |
| 9       | 23 | Bruno Giacomelli      | Alfa Romeo      | 1:40.85 | + 1.97 |
| 10      | 66 | Patrick Depailler     | Alfa Romeo      | 1:40.89 | + 2.01 |
| 11      | 9  | Marc Surer            | ATS-Ford        | 1:41.03 | + 2.15 |
| 12      | 11 | Mario Andretti        | Lotus-Ford      | 1:41.56 | + 2.68 |
| 13      | 7  | John Watson           | McLaren-Ford    | 1:41.63 | + 2.75 |
| 14      | 12 | Elio de Angelis       | Lotus-Ford      | 1:41.66 | + 2.78 |
| 15      | 30 | Jochen Mass           | Arrows-Ford     | 1:41.71 | + 2.83 |
| 16      | 3  | Jean-Pierre Jarier    | Tyrrell-Ford    | 1:41.78 | + 2.90 |
| 17      | 2  | Gilles Villeneuve     | Ferrari         | 1:41.99 | + 3.11 |
| 18      | 29 | Riccardo Patrese      | Arrows-Ford     | 1:42.07 | + 3.19 |
| 19      | 1  | Jody Scheckter        | Ferrari         | 1:42.38 | + 3.50 |
| 20      | 4  | Derek Daly            | Tyrrell-Ford    | 1:42.77 | + 3.89 |
| 21      | 31 | Eddie Cheever         | Osella-Ford     | 1:42.85 | + 3.97 |
| 22      | 6  | Ricardo Zunino        | Brabham-Ford    | 1:43.14 | + 4.26 |
| 23      | 21 | Keke Rosberg          | Fittipaldi-Ford | 1:43.16 | + 4.28 |
| 24      | 20 | Emerson Fittipaldi    | Fittipaldi-Ford | 1:43.21 | + 4.33 |
| 25      | 17 | Geoff Lees            | Shadow-Ford     | 1:44.28 | + 5.40 |
| 26      | 14 | Jan Lammers           | Ensign-Ford     | 1:44.33 | + 5.45 |
| 27      | 18 | David Kennedy         | Shadow-Ford     | 1:44.56 | + 5.68 |
| Fontes: |    |                       |                 |         |        |

### Corrida
| Pos.    | Nº | Piloto                | Construtor      | Voltas | Tempo/Diferença | Grid | Pontos |
| ------- | -- | --------------------- | --------------- | ------ | --------------- | ---- | ------ |
| 1       | 27 | Alan Jones            | Williams-Ford   | 54     | 1:32:43.4       | 4    | 9      |
| 2       | 25 | Didier Pironi         | Ligier-Ford     | 54     | + 4.52          | 3    | 6      |
| 3       | 26 | Jacques Laffite       | Ligier-Ford     | 54     | + 30.26         | 1    | 4      |
| 4       | 5  | Nelson Piquet         | Brabham-Ford    | 54     | + 1:14.88       | 8    | 3      |
| 5       | 16 | René Arnoux           | Renault         | 54     | + 1:16.15       | 2    | 2      |
| 6       | 28 | Carlos Reutemann      | Williams-Ford   | 54     | + 1:16.74       | 5    | 1      |
| 7       | 7  | John Watson           | McLaren-Ford    | 53     | + 1 volta       | 13   |        |
| 8       | 2  | Gilles Villeneuve     | Ferrari         | 53     | + 1 volta       | 17   |        |
| 9       | 29 | Riccardo Patrese      | Arrows-Ford     | 53     | + 1 volta       | 18   |        |
| 10      | 30 | Jochen Mass           | Arrows-Ford     | 53     | + 1 volta       | 15   |        |
| 11      | 4  | Derek Daly            | Tyrrell-Ford    | 52     | + 2 voltas      | 20   |        |
| 12      | 1  | Jody Scheckter        | Ferrari         | 52     | + 2 voltas      | 19   |        |
| Ret     | 20 | Emerson Fittipaldi    | Fittipaldi-Ford | 50     | Motor           | 24   |        |
| Ret     | 3  | Jean-Pierre Jarier    | Tyrrell-Ford    | 50     | + 4 voltas      | 16   |        |
| Ret     | 31 | Eddie Cheever         | Osella-Ford     | 43     | Motor           | 21   |        |
| Ret     | 9  | Marc Surer            | ATS-Ford        | 26     | Câmbio          | 11   |        |
| Ret     | 22 | Patrick Depailler     | Alfa Romeo      | 25     | Handling        | 10   |        |
| Ret     | 11 | Mario Andretti        | Lotus-Ford      | 18     | Câmbio          | 12   |        |
| Ret     | 21 | Keke Rosberg          | Fittipaldi-Ford | 8      | Spun Off        | 23   |        |
| Ret     | 23 | Bruno Giacomelli      | Alfa Romeo      | 8      | Handling        | 9    |        |
| Ret     | 8  | Alain Prost           | McLaren-Ford    | 6      | Transmissão     | 7    |        |
| Ret     | 12 | Elio de Angelis       | Lotus-Ford      | 3      | Embreagem       | 14   |        |
| Ret     | 15 | Jean-Pierre Jabouille | Renault         | 0      | Transmissão     | 6    |        |
| Ret     | 6  | Ricardo Zunino        | Brabham-Ford    | 0      | Embreagem       | 22   |        |
| DNQ     | 17 | Geoff Lees            | Shadow-Ford     |        |                 |      |        |
| DNQ     | 14 | Jan Lammers           | Ensign-Ford     |        |                 |      |        |
| DNQ     | 18 | David Kennedy         | Shadow-Ford     |        |                 |      |        |
| Fontes: |    |                       |                 |        |                 |      |        |

## Tabela do campeonato após a corrida
| Pos.    | Piloto           | Pontos |
| ------- | ---------------- | ------ |
| 1       | Alan Jones       | 28     |
| 2       | Nelson Piquet    | 25     |
| 3       | René Arnoux      | 23     |
| 4       | Didier Pironi    | 23     |
| 5       | Carlos Reutemann | 16     |
| Fontes: |                  |        |

| Pos.    | Equipe        | Pontos |
| ------- | ------------- | ------ |
| 1       | Williams-Ford | 44     |
| 2       | Ligier-Ford   | 39     |
| 3       | Brabham-Ford  | 25     |
| 4       | Renault       | 23     |
| 5       | Arrows-Ford   | 11     |
| Fontes: |               |        |

- Nota: Somente as primeiras cinco posições estão listadas. As quatorze etapas de 1980 foram divididas em dois blocos de sete e neles cada piloto podia computar cinco resultados válidos não havendo descartes no mundial de construtores.